# 莫特爾河 (希爾德河支流)
53°27′55″N 10°58′04″E / 53.46522°N 10.96775°E

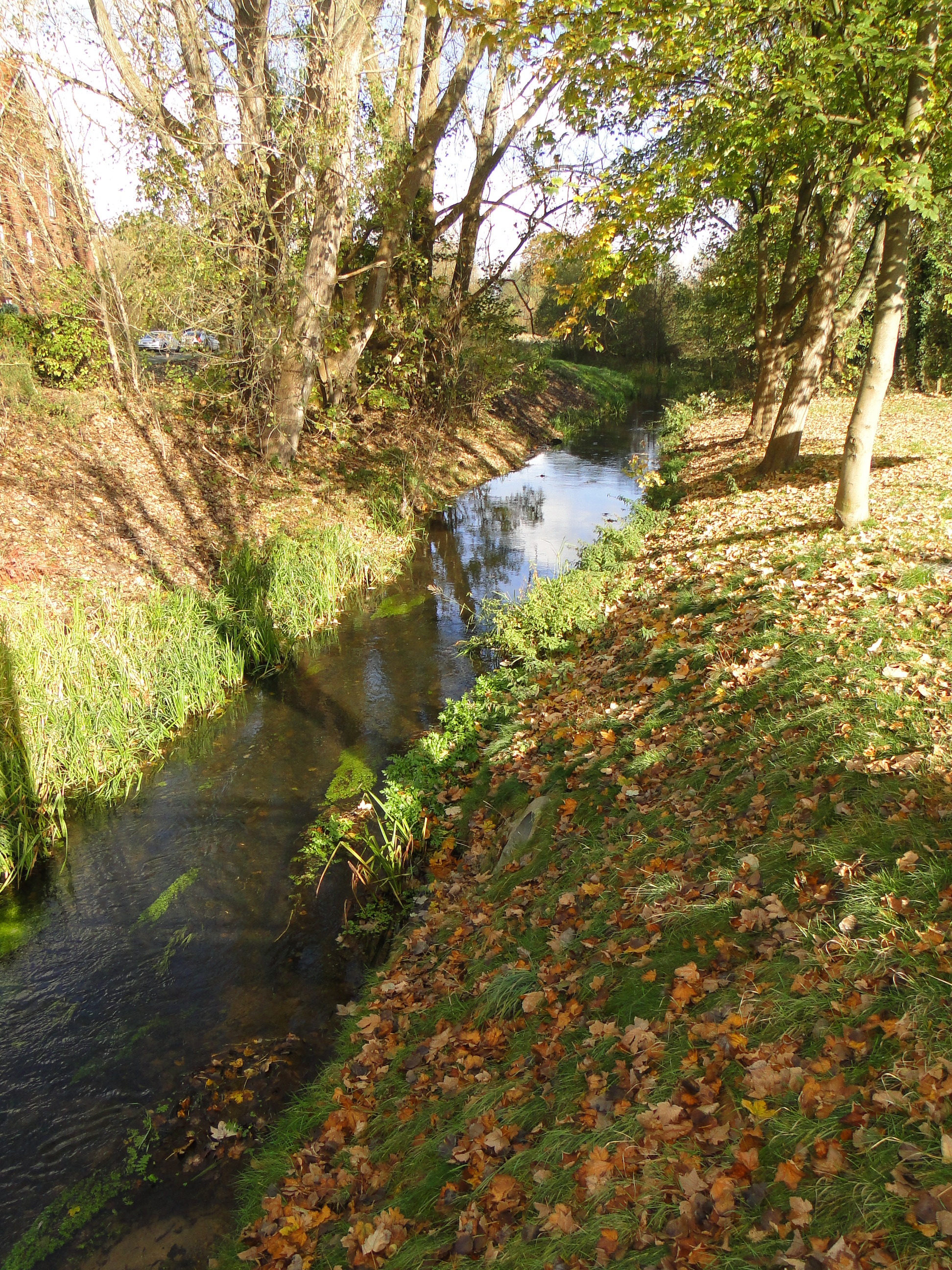

莫特爾河（德語：Motel），是德國的河流，位於該國東北部，由梅克倫堡-前波美拉尼亞州負責管轄，屬於希爾德河的左支流，發源自維滕德普，河口處在費蘭。